# Веспасий
Веспасий (лат. Vespasius) — легендарный правитель города Палтиски, упомянутый Саксоном Грамматиком в связи с походом Фроди I против Руси.
По легенде, изложенной Саксоном, Фроди после победы над Транноном подошёл к Полоцку (в тексте — Палтиски) и понял, что силой взять город не удастся. Тогда Фроди решил прибегнуть к хитрости: распространил слух о своей смерти и даже организовал свои похороны, сам при этом тайно скрывался с небольшим числом доверенных соратников. Веспасий, узнав о мнимой смерти враждебного вождя, ослабил бдительность и оборону города. Фроди воспользовался беспечностью русов , проник в город со своми людьми, убил Веспасия во время пира и игр и, пользуясь безначалием русов, овладел городом.

## Этимологии имени
Имя Vespasius по версии, озвученной историком А. Г. Кузьминым — римское, что будто бы свидетельствует о наличии легенд о миграции из Римской империи. Существует предположение, что Веспасий был племенным вождем Веси, которая в прошлом могла проживать в районе Западной Двины. Однако имя может быть связано с балтийским понятием «господин, правитель, хозяин». Ср. лит. viešpats, viešpatis — правитель, монарх, господь , др.-прусск. waispattin — хозяйка, госпожа .